# Gambusia speciosa
Gambusia speciosa är en fiskart som beskrevs av Girard, 1859. Gambusia speciosa ingår i släktet Gambusia och familjen Poeciliidae. IUCN kategoriserar arten globalt som otillräckligt studerad. Inga underarter finns listade i Catalogue of Life.